# حوزه عمومی

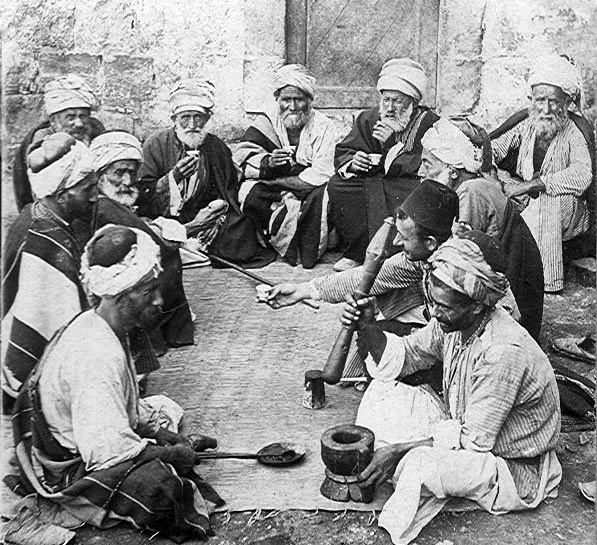
یک گفتگوی قهوه‌خانه‌ای

سپهر عمومی ((به انگلیسی: Public sphere)، یا حوزه عمومی، گستره همگانی)  امکانی در زندگی گروهی انسان‌ها است که با تحقق آن، مردم جامعه می‌توانند با بهره‌گیری از یکدیگر به سخن آیند و با مفاهمه به امر عمومی توجه کنند، و آن را مورد بحث و گفتگو قرار دهند. در سپهر عمومی افراد در وضعیتی آزاد، دور از تحمیل‌ها و اجبارها، امر عمومی را مورد بحث و نظریات یکدیگر را مورد ارزیابی قرار می‌دهند و بدین وسیله، امکان رسیدن به یک توافق گروهی واقعی را به حداکثر می‌رسانند. این گفتگو و مفاهمه و توافق، از آنجا که مبتنی بر نیروهای هدایت کننده‌ای چون قدرت و پول و تبلیغات نیستند، «سیاستی دیگر» و متفاوت با برداشت‌های معمول را می‌آفرینند.
انسان، هم گشاینده سپهر عمومی و هم خود گوهر اصلی این عرصه‌است، هم خود بخشی از عرصه و هم اثرگرفته از آن است. از نظریه پردازان نام‌دار سپهر عمومی نیز می‌توان به هانا آرنت و یورگن هابرماس اشاره کرد.

## دیدگاه هابرماس

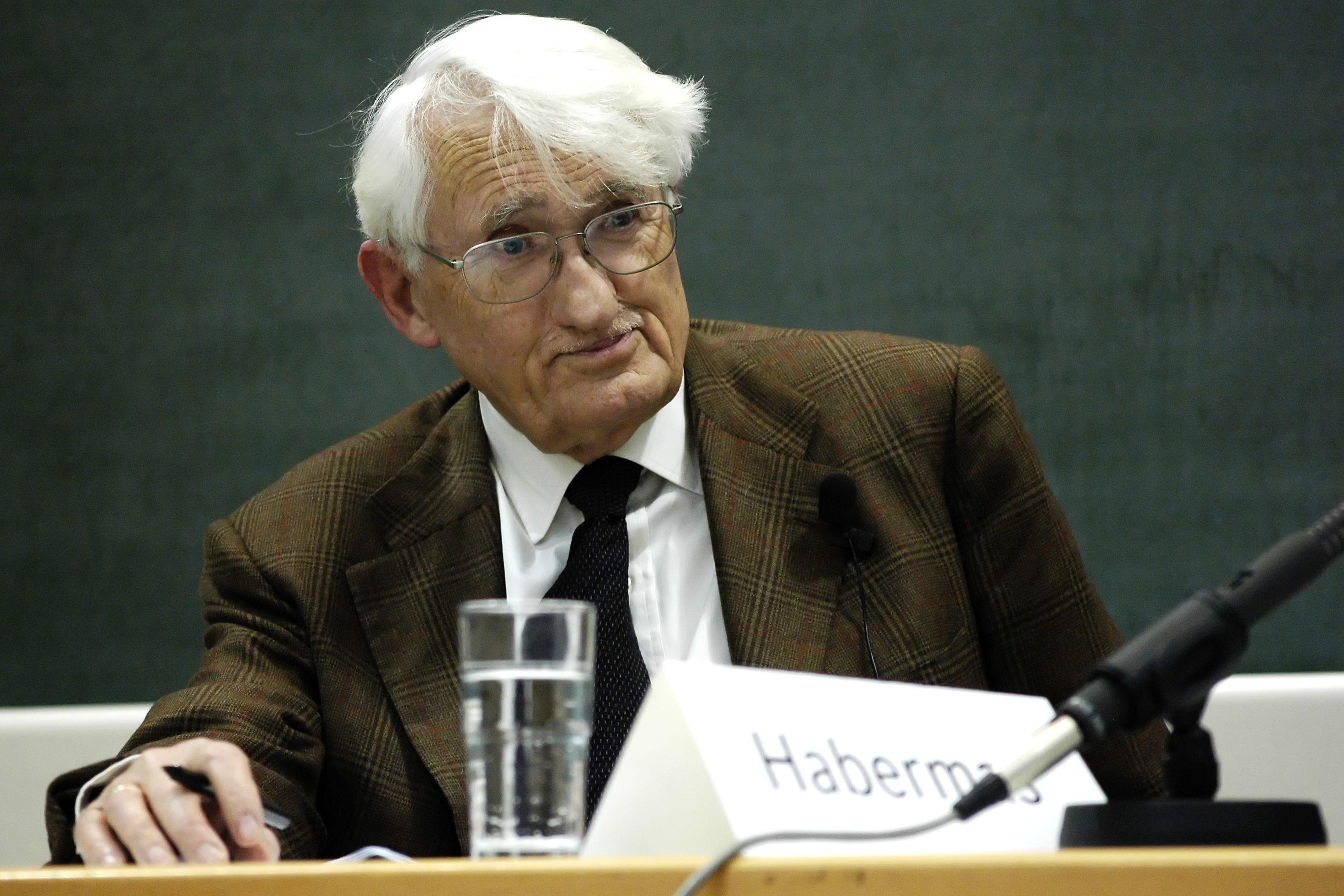
مرتبط

«سپهر عمومی» از کلیدی‌ترین مفاهیم مورد استفاده و تبیین شده توسط یورگن هابرماس است. به باور وی، سپهر عمومی، میدانی است که در آن افراد برای مشارکت در گفتگوهای باز و علنی گردهم می‌آیند.
هابرماس باور دارد که سپهر عمومی هنگامی پدید می‌آید که کسانی به‌طور گروهی دربارهٔ نیازهای همگانی‌شان بیندیشند. به باور وی، نقش سپهر عمومی نیز در کنترل‌کردن و هم در مشروع‌سازی قدرت سیاسی‌ای که توسط سازمان دولت اعمال می‌شود، متجلی است.
او تعبیر «سپهر عمومی» را در اطلاق به عرصه‌ای اجتماعی به‌کار می‌برد که در آن افراد از طریق مفاهمه، ارتباط و استدلال مبتنی بر تعقل، موضع‌گیری‌ها و جهت‌گیری‌های هنجاری‌ای اتخاذ می‌کنند که بر فرایند اعمال قدرت دولت، تأثیراتی آگاهی‌دهنده و عقلانی‌ساز باقی می‌گذارند.
هابرماس همچنین باور دارد که: شهروندان و افراد خصوصی زمانی به منزلهٔ عموم عمل می‌کنند که بدون اجبار و اضطرار بتوانند به مسایل مورد علاقهٔ مردم یا منافع و مصالح عمومی بپردازند؛ و این امر زمانی امکان‌پذیر است که تضمین‌های لازم برای گردهم آمدن و اجتماع آنان فراهم باشد و آزادانه بتواند به یکدیگر بپیوندند و آزادانه افکار خود را بیان و تبلیغ نمایند.
یورگن هابرماس از عرصه عمومی به عنوان حلقه مفقوده در جامعه مدرن یاد می‌کند که می‌تواند واسطه‌ای میان جامعه مدنی و حکومت باشد و دولت را از اقتدار و نسخه‌پیچی مدرن بازدارد. كتابخانه‌هاي عمومي، كافه‌ها و قهوه‌خانه‌ها، روزنامه‌ها و نشریات، رادیو و تلویزیون، سینما، ویدئو، ماهواره‌ها، شبکه‌های اینترنت، کامپیوتر و… به‌مثابهٔ مهم‌ترین ابزارهای بازتولید و احیای حوزه عمومی قابل اشاره‌اند.

## نمونه آرمانی سپهر عمومی
نمونه آرمانی سپهر عمومی:
- این تضمین وجود دارد که هر شهروندی بتواند بدون در نظر گرفتن مقام و منزلت، در سطحی برابر با دیگران به حوزه عمومی دسترسی داشته باشد.
- هر شهروند آزاد است هر مطلبی را که صلاح می‌داند، طرح کند. هیچ حد و مانعی برای گفتگو در مورد موضوعاتی که مطرح می‌شود وجود ندارد. البته اموری که مطرح می‌شود باید با علایق عمومی ارتباط داشته باشد، در غیر اینصورت خود به خود از حوزه عمومی کنار می‌رود.
- اعمال قدرت به وسیله زور و اقتدار (دولتی و دیگر انواع)، و پول، در این عرصه جایی ندارد.
- در حوزه عمومی به این دلیل که زور، پول و نابرابری جایی ندارد، استدلال اهمیت می‌یابد و استدلال برتر، پذیرفته می‌شود. بنابراین در یک فرایند گفتگویی، جمع با ملاک قرار دادن استدلال برتر به توافق می‌رسد.
- در حوزه عمومی، جمع بر اساس استدلال برتر بر سر خیر جمعی به توافق می‌رسد، و از این رو حامل نوعی قدرت است، این قدرت که از تفاهم نشات می‌گیرد، از انسجام جمعی برآمده‌است، و می‌تواند قدرت حکومت را تحت تأثیر قرار دهد.
- رسانه حوزه عمومی، علاوه بر شبکه‌های انسانی و نشریات، رسانه‌هایی را که تحت نظارت قدرت دولت نباشد، و در آن امکان تبادل آرا وجود داشته باشد، در بر می‌گیرد. برخی صاحب نظران، البته با ضعف و قدرت، اینترنت را از مصادیق حوزه عمومی و گاه احیاگر آن می‌دانند.[نیازمند منبع]